# Kuno Riedmann
Kuno Riedmann (* 14. Oktober 1940 in Hohenems) ist ein österreichischer Unternehmer, Politiker und ehemaliger Präsident der Wirtschaftskammer Vorarlberg.

## Leben
Nach dem Besuch der Hauptschule Hohenems und der Handelsschule Bregenz begann er mit Tätigkeiten bei Eisen Rhomberg und später bei den Gebrüder Ulmer seine berufliche Laufbahn. 1967 übernahm er gemeinsam mit seinen Brüdern Manfred und Walter die elterliche Metzgerei,  ein Mitgliedsbetrieb der ADEG. Nach mehreren Neu- und Umbauten, unter anderem einen Ausbau des Fleischerei Betriebes zu einem allgemeinen Lebensmittelhandel, gründete er gemeinsam mit dem Metzgermeister Heinz Model die efef Fleisch- und Wurstwarenerzeuger mit Stammsitz in Hohenems.
Kuno Riedmann ist verheiratet und ist der Vater von 3 Kindern sowohl Groẞvater von 8 Enkelkindern.

## Politik und Funktionen
Als erfolgreicher Unternehmer und Kaufmann in der ADEG Gruppe engagierte sich Riedmann in der Genossenschaft, deren Aufsichrtsratspräsident  er schließlich von 1991 bis 2001 wurde. Während seiner Zeit als Aufsichtsratpräsident wurde Riedmann auch zum Präsident des Vorarlberger Wirtschaftsbundes gewählt.
Sein Engagement in der WKV begann für Riedmann als Funktionär im Gremium Lebensmittelhandel der WKV,  wo er sich als Anwalt der klein- und mittelständischen Betriebe einen Namen machte. Er wurde als Nachfolger von Walter Österle Spartenobmann Handel und löste 1993 Guido Bargehr als Vizepräsident der WKV ab. Als Wunschkandidat seines Vorgängers Josef Bertsch übernahm Riedmann schließlich 1995 den Posten des Präsidentes der Wirtschaftskammer Vorarlberg.
Als Wirtschaftskammerpräsident Vorarlbergs machte sich Riedmann insbesondere einen Namen als Reformer der auch immer wieder bei der Bundespolitik aneckte. Einer seiner ersten Tätigkeiten als WKV-Präsident war es Budgeteinsparungen zu beschliesen. Diesen frugalen Trend setzte er auch später mit einer Begrenzung der Wirtschaftskammerpensionen durch. Nach zwei erfolgreichen Wiederwahlen trat Riedmann 2008 von seinem Amt in der WKV zurück und ließ alle weitere Funktionen auslaufen.

## Ehrungen
- Goldenes Ehrenzeichen des Landes Vorarlberg[3][6]
- Julius-Raab-Medaille[3]
- Goldenes Ehrenzeichen der österreichischen Pfadfinder[3]